# Ster (Sint-Niklaas)
Ster of Sterreke is een gehucht gelegen in de stad Sint-Niklaas in de Belgische provincie Oost-Vlaanderen. Het gehucht ligt op de grens van Sint-Niklaas zelf en deelgemeente Nieuwkerken-Waas, ruim 3,5 km ten noordoosten van het stadscentrum van Sint-Niklaas en 2 km ten zuidoosten van het dorpscentrum van Nieuwkerken. Het ligt rond het kruispunt van de Heidebaan/Grote Baan (N70) en de Heikhoekstraat, Vossekotstraat en Ster.
Vlakbij ligt het recreatiedomein De Ster.

## Geschiedenis
De Ferrariskaart uit de jaren 1770 toont hier een gehucht met de naam Het Vossekot. Het gehucht lag op de grens van Haasdonk, Sint-Niklaas en Nieuwkerken. Op de Atlas der Buurtwegen uit 1841 is het gehucht aangeduid met de namen Sterreken en Sterhoek. De Vandermaelenkaart uit het midden van 19de eeuw vermeldt de plaatsnamen Ster Hoek en Sterreken, op het grenspunt van de drie gemeenten.
Bij de gemeentelijke herindeling van 1976 werd Haasdonk een deel van fusiegemeente Beveren. Het gedeelte van de Ster dat tot grondgebied Haasdonk behoorde, werd samen met een deel van de wijk Westakkers overgeheveld naar de gemeente Sint-Niklaas.

Deelgemeenten: Belsele · Nieuwkerken-Waas · Sinaai · Sint-Niklaas

Overige plaatsen en wijken: Baenslandwijk · Clementwijk · Dillaertwijk · Driegaaien · Driekoningenwijk · Drielinden · Duizend Appels · Eindeken · Elisabethwijk · Fabiolawijk · Godschalk · Hertjen · Hoogkameren · Kettermuit · Kletterbos · Krekel · Molenwijk · Ossenhoek · Patotterij · Populierenwijk · Priesteragiewijk · Puivelde · Stationswijk · Ster · Tereken · Valk · Vlijminckshoek · Vossekot · Vosselwijk · Watermolenwijk · Westakkers · Wijnveld · Zwaanaarde

Belgische gemeenten · Arrondissement Sint-Niklaas · Oost-Vlaanderen · Vlaanderen